# Llista de seleccions del Campionat d'Europa de Futbol sub-21 de la UEFA 2004
Seleccions del Campionat d'Europa de Futbol sub-21 de la UEFA 2004.

## Grup A

### Belarús
Seleccionador:  Yuri Puntus
| Dorsal | Posició     | Jugador           | Data de naixement/edat | Partits | Gols        | Club                      |
| ------ | ----------- | ----------------- | ---------------------- | ------- | ----------- | ------------------------- |
| 1      | Porter      | Iuri Jaunou       |                        |         | {{{goals}}} | BATE                      |
| 2      | Defensa     | Valery Tarasenka  |                        |         | {{{goals}}} | BATE                      |
| 3      | Defensa     | Dmitri Molosh     |                        |         | {{{goals}}} | BATE                      |
| 4      | Migcampista | Denis Sashcheko   |                        |         | {{{goals}}} | Torpedo Zhodino           |
| 5      | Defensa     | Aleksei Baga      |                        |         | {{{goals}}} | BATE                      |
| 6      | Defensa     | Aleksei Pankovets |                        |         | {{{goals}}} | Gomel                     |
| 7      | Migcampista | Aleksei Suchkou   |                        |         | {{{goals}}} | Shinnik Yaroslavl         |
| 8      | Davanter    | Sergei Kornilenko | 14 de juny 1983        |         | {{{goals}}} | Dynamo Kyiv               |
| 9      | Davanter    | Vyacheslav Hleb   | 12 de febrer 1983      |         | {{{goals}}} | Hamburg                   |
| 10     | Migcampista | Aliaksandr Hleb   | 1 de maig 1981         |         | {{{goals}}} | Stuttgart                 |
| 11     | Migcampista | Timofei Kalachev  | 1 de maig 1981         |         | {{{goals}}} | Illychivets Mariupol      |
| 12     | Porter      | Yuri Tsygalko     |                        |         | {{{goals}}} | Dinamo Minsk              |
| 13     | Migcampista | Viktar Sokal      |                        |         | {{{goals}}} | Dinamo Minsk              |
| 14     | Davanter    | Artyom Kontsevoi  |                        |         | {{{goals}}} | Chernomorets Novorossiysk |
| 15     | Migcampista | Igor Rozhkov      |                        |         | {{{goals}}} | Dinamo Minsk              |
| 16     | Migcampista | Pavel Shmigero    |                        |         | {{{goals}}} | BATE                      |
| 17     | Davanter    | Maksim Tsyhalka   |                        |         | {{{goals}}} | Dinamo Minsk              |
| 18     | Davanter    | Pavel Beganski    |                        |         | {{{goals}}} | BATE                      |
| 19     | Defensa     | Roman Kirenkin    |                        |         | {{{goals}}} | Naftan                    |
| 20     | Defensa     | Pavel Kirylchyk   |                        |         | {{{goals}}} | Kryvbas Kryvyi Rih        |
| 21     | Migcampista | Oleg Shkabara     |                        |         | {{{goals}}} | BATE                      |
| 22     | Porter      | Ihar Lohvinav     |                        |         | {{{goals}}} | Zvezda-BGU                |

### Croàcia
Seleccionador:  Martin Novoselac
| Dorsal | Posició     | Jugador           | Data de naixement/edat | Partits | Gols        | Club           |
| ------ | ----------- | ----------------- | ---------------------- | ------- | ----------- | -------------- |
| 1      | Porter      | Tomislav Vranjić  |                        |         | {{{goals}}} | Cibalia        |
| 2      | Migcampista | Marijan Buljat    | de setembre 12 1981    |         | {{{goals}}} | Osijek         |
| 3      | Defensa     | Tomislav Mikulić  | de gener 4 1982        |         | {{{goals}}} | Osijek         |
| 4      | Defensa     | Dino Drpic        |                        |         | {{{goals}}} | Dinamo Zagreb  |
| 5      | Defensa     | Mario Lučić       | de març 29 1981        |         | {{{goals}}} | Cibalia        |
| 6      | Defensa     | Vedran Ješe       |                        |         | {{{goals}}} | Zagreb         |
| 7      | Migcampista | Mario Carević     | de març 29 1982        |         | {{{goals}}} | Hajduk Split   |
| 8      | Migcampista | Darijo Srna       | de maig 1 1982         |         | {{{goals}}} | Xakhtar        |
| 9      | Davanter    | Goran Ljubojević  |                        |         | {{{goals}}} | Osijek         |
| 10     | Migcampista | Marko Babić       | de gener 28 1981       |         | {{{goals}}} | Leverkusen     |
| 11     | Migcampista | Dario Bodrušić    |                        |         | {{{goals}}} | Inter Zaprešić |
| 12     | Porter      | Marko Šarlija     |                        |         | {{{goals}}} | Dinamo Zagreb  |
| 13     | Defensa     | Igor Gal          |                        |         | {{{goals}}} | Slaven Belupo  |
| 14     | Defensa     | Josip Milardovic  |                        |         | {{{goals}}} | Osijek         |
| 15     | Migcampista | Siniša Linic      |                        |         | {{{goals}}} | Rijeka         |
| 16     | Migcampista | Nikola Šafarić    | de març 11 1981        |         | {{{goals}}} | Varteks        |
| 17     | Davanter    | Domagoj Abramović |                        |         | {{{goals}}} | Široki Brijeg  |
| 18     | Davanter    | Dario Zahora      |                        |         | {{{goals}}} | Dinamo Zagreb  |
| 19     | Migcampista | Niko Kranjčar     | d'agost 13 1984        |         | {{{goals}}} | Dinamo Zagreb  |
| 20     | Migcampista | Danijel Pranjić   | December 2 1981        |         | {{{goals}}} | Osijek         |
| 21     | Davanter    | Eduardo da Silva  | de febrer 25 1983      |         | {{{goals}}} | Dinamo Zagreb  |
| 22     | Porter      | Tomislav Pelin    |                        |         | {{{goals}}} | Dinamo Zagreb  |

### Itàlia
Seleccionador:  Claudio Gentile
| Dorsal | Posició     | Jugador              | Data de naixement/edat | Partits | Gols        | Club           |
| ------ | ----------- | -------------------- | ---------------------- | ------- | ----------- | -------------- |
| 1      | Porter      | Marco Amelia         | 2 d'abril 1982         |         | {{{goals}}} | Livorno        |
| 2      | Defensa     | Cristian Zaccardo    | 21 de desembre 1981    |         | {{{goals}}} | Bologna        |
| 3      | Defensa     | Emiliano Moretti     | 11 de juny 1981        |         | {{{goals}}} | Parma          |
| 4      | Defensa     | Alessandro Gamberini | 27 d'agost 1981        |         | {{{goals}}} | Bologna        |
| 5      | Defensa     | Daniele Bonera       | 31 de maig 1981        |         | {{{goals}}} | Parma          |
| 6      | Migcampista | Daniele De Rossi     | 24 de juliol 1983      |         | {{{goals}}} | Roma           |
| 7      | Migcampista | Giampiero Pinzi      | 11 de març 1981        |         | {{{goals}}} | Udinese        |
| 8      | Migcampista | Angelo Palombo       | 25 de setembre 1981    |         | {{{goals}}} | Sampdoria      |
| 9      | Davanter    | Alberto Gilardino    | 5 de juliol 1982       |         | {{{goals}}} | Parma          |
| 10     | Migcampista | Matteo Brighi        | 14 de febrer 1981      |         | {{{goals}}} | Juventus       |
| 11     | Davanter    | Giuseppe Sculli      | 23 de març 1981        |         | {{{goals}}} | Chievo         |
| 12     | Porter      | Federico Agliardi    | 11 de febrer 1983      |         | {{{goals}}} | Brescia        |
| 13     | Defensa     | Andrea Barzagli      | 8 de maig 1981         |         | {{{goals}}} | Chievo         |
| 14     | Defensa     | Cesare Bovo          | 1 de desembre 1983     |         | {{{goals}}} | Roma           |
| 15     | Migcampista | Marco Donadel        | 21 d'abril 1983        |         | {{{goals}}} | A.C. Milan     |
| 16     | Defensa     | Alessandro Potenza   | 8 de març 1984         |         | {{{goals}}} | Internazionale |
| 17     | Migcampista | Giondomenico Mesto   | 25 de maig 1982        |         | {{{goals}}} | Reggina        |
| 18     | Migcampista | Alessandro Rosina    | 31 de gener 1984       |         | {{{goals}}} | Parma          |
| 19     | Migcampista | Simone Del Nero      | 4 d'abril 1981         |         | {{{goals}}} | Brescia        |
| 20     | Davanter    | Andrea Caracciolo    | 18 de setembre 1981    |         | {{{goals}}} | Brescia        |
| 21     | Migcampista | Gaetano D'Agostino   | 3 de juny 1982         |         | {{{goals}}} | Roma           |
| 22     | Porter      | Carlo Zotti          | 3 de setembre 1982     |         | {{{goals}}} | Roma           |

### Sèrbia i Montenegro
Seleccionador:  Vladimir Petrović
| Dorsal | Posició     | Jugador               | Data de naixement/edat | Partits | Gols        | Club                  |
| ------ | ----------- | --------------------- | ---------------------- | ------- | ----------- | --------------------- |
| 1      | Porter      | Nikola Milojević      | 16 d'abril 1981        |         | {{{goals}}} | Kula                  |
| 2      | Migcampista | Dragan Stančić        |                        |         | {{{goals}}} | OFK Beograd           |
| 3      | Defensa     | Nikola Mijailović     | 15 de febrer, 1982     |         | {{{goals}}} | Wisła Kraków          |
| 4      | Migcampista | Miloš Krasić          | 11 de novembre, 1984   |         | {{{goals}}} | Vojvodina             |
| 5      | Defensa     | Đorđe Jokić           | 20 de gener, 1981      |         | {{{goals}}} | OFK Beograd           |
| 6      | Defensa     | Marko Baša            | 29 de desembre, 1982   |         | {{{goals}}} | OFK Beograd           |
| 7      | Davanter    | Danko Lazović         | 17 de maig, 1983       |         | {{{goals}}} | Feyenoord             |
| 8      | Migcampista | Goran Lovré           | 23 de març, 1982       |         | {{{goals}}} | Anderlecht            |
| 9      | Davanter    | Andrija Delibašić     | 24 d'abril, 1981       |         | {{{goals}}} | Mallorca              |
| 10     | Migcampista | Miloš Marić           | 3 de març, 1982        |         | {{{goals}}} | Zeta                  |
| 11     | Migcampista | Igor Matić            | 22 de juny, 1981       |         | {{{goals}}} | OFK Beograd           |
| 12     | Porter      | Vladimir Stojković    | 29 de juliol, 1983     |         | {{{goals}}} | Zemun                 |
| 13     | Defensa     | Bojan Neziri          | 26 de febrer, 1982     |         | {{{goals}}} | Metalurh Donetsk      |
| 14     | Defensa     | Bojan Miladinović     |                        |         | {{{goals}}} | Estrella Roja Belgrad |
| 15     | Migcampista | Dejan Milovanović     | 21 de gener, 1984      |         | {{{goals}}} | Estrella Roja Belgrad |
| 16     | Defensa     | Milan Biševac         | 31 d'agost, 1983       |         | {{{goals}}} | Železník              |
| 17     | Migcampista | Simon Vukčević        | 29 de gener, 1986      |         | {{{goals}}} | Partizan              |
| 18     | Migcampista | Branimir Petrović     | 26 de juny, 1982       |         | {{{goals}}} | Zeta                  |
| 19     | Defensa     | Branislav Ivanović    | 22 de febrer, 1984     |         | {{{goals}}} | OFK Beograd           |
| 20     | Migcampista | Boško Janković        | 3 de gener, 1984       |         | {{{goals}}} | Estrella Roja Belgrad |
| 21     | Davanter    | Radomir Đalović       | 28 d'octubre, 1983     |         | {{{goals}}} | NK Zagreb             |
| 22     | Porter      | Vladimir Dišljenković |                        |         | {{{goals}}} | Estrella Roja Belgrad |

## Grup B

### Portugal
Seleccionador: José Pratas Romao
| Dorsal | Posició     | Jugador           | Data de naixement/edat | Partits | Gols        | Club             |
| ------ | ----------- | ----------------- | ---------------------- | ------- | ----------- | ---------------- |
| 1      | Porter      | José Moreira      | 20 de març, 1982       |         | {{{goals}}} | Benfica          |
| 2      | Defensa     | Mário Sérgio      | 28 de juliol, 1981     |         | {{{goals}}} | Sporting Lisbon  |
| 3      | Migcampista | Raúl Meireles     | 17 de març, 1983       |         | {{{goals}}} | Porto            |
| 4      | Defensa     | Bruno Alves       | 27 de novembre 1981    |         | {{{goals}}} | Porto            |
| 5      | Defensa     | Ricardo Costa     | 16 de maig, 1981       |         | {{{goals}}} | Porto            |
| 6      | Migcampista | Bosingwa          | 24 d'agost, 1982       |         | {{{goals}}} | Porto            |
| 7      | Davanter    | Pedro Oliveira    | 30 de novembre, 1981   |         | {{{goals}}} | Porto            |
| 8      | Migcampista | Hugo Viana        | 15 de gener, 1983      |         | {{{goals}}} | Newcastle United |
| 9      | Davanter    | Hugo Almeida      | 23 de maig, 1984       |         | {{{goals}}} | Porto            |
| 10     | Migcampista | Carlos Martins    | 29 d'abril, 1982       |         | {{{goals}}} | Sporting Lisbon  |
| 11     | Defensa     | Jorge Ribeiro (c) | 9 de novembre, 1981    |         | {{{goals}}} | Benfica          |
| 12     | Porter      | Bruno Vale        | 8 d'abril, 1983        |         | {{{goals}}} | Porto            |
| 13     | Defensa     | Pedro Ribeiro     | de gener 25, 1983      |         | {{{goals}}} | Porto            |
| 14     | Defensa     | João Paulo        | 6 de juny, 1981        |         | {{{goals}}} | Leiria           |
| 15     | Defensa     | Miguel Garcia     | 4 de febrer, 1983      |         | {{{goals}}} | Sporting Lisbon  |
| 16     | Migcampista | João Pereira      | 25 de febrer, 1984     |         | {{{goals}}} | Benfica          |
| 17     | Migcampista | Bruno Aguiar      | 23 de febrer, 1981     |         | {{{goals}}} | Benfica          |
| 18     | Migcampista | Custódio          | 25 de maig, 1983       |         | {{{goals}}} | Sporting Lisbon  |
| 19     | Davanter    | Carlitos          | 6 de setembre, 1982    |         | {{{goals}}} | Benfica          |
| 20     | Davanter    | Danny             | 7 d'agost, 1983        |         | {{{goals}}} | Sporting Lisbon  |
| 21     | Davanter    | Lourenço          | 5 de juny, 1983        |         | {{{goals}}} | Sporting Lisbon  |
| 22     | Porter      | Beto              | 1 de maig, 1982        |         | {{{goals}}} | Sporting Lisbon  |

### Suïssa
Seleccionador: Bernard Challandes
| Dorsal | Posició     | Jugador              | Data de naixement/edat | Partits | Gols        | Club               |
| ------ | ----------- | -------------------- | ---------------------- | ------- | ----------- | ------------------ |
| 1      | Porter      | Marco Wölfli         | 22 d'agost, 1982       |         | {{{goals}}} | Young Boys         |
| 2      | Defensa     | Philipp Degen        | 15 de febrer, 1983     |         | {{{goals}}} | Basel              |
| 3      | Defensa     | Kim Jaggy            | 14 de novembre, 1982   |         | {{{goals}}} | Grasshopper Zürich |
| 4      | Defensa     | Philippe Senderos    | 14 de febrer, 1985     |         | {{{goals}}} | Arsenal            |
| 5      | Defensa     | Mario Eggimann       | 24 de gener, 1981      |         | {{{goals}}} | Karlsruher         |
| 6      | Defensa     | Alain Rochat         | 1 de febrer, 1983      |         | {{{goals}}} | Young Boys         |
| 7      | Defensa     | Stephan Lichtsteiner | 16 de gener, 1984      |         | {{{goals}}} | Grasshopper Zürich |
| 8      | Migcampista | Tranquillo Barnetta  | 22 de maig, 1985       |         | {{{goals}}} | St. Gallen         |
| 9      | Defensa     | Rijat Shala          | 26 de juliol, 1983     |         | {{{goals}}} | Grasshopper Zürich |
| 10     | Migcampista | Davide Chiumiento    | 22 de novembre, 1984   |         | {{{goals}}} | Juventus           |
| 11     | Davanter    | Johan Vonlanthen     | 1 de febrer, 1986      |         | {{{goals}}} | PSV Eindhoven      |
| 12     | Porter      | Diego Benaglio       | 8 de setembre, 1983    |         | {{{goals}}} | Stuttgart          |
| 13     | Migcampista | Pascal Cerrone       | 12 de juny, 1981       |         | {{{goals}}} | Thun               |
| 14     | Defensa     | Alain Nef            | 6 de febrer, 1982      |         | {{{goals}}} | FC Zürich          |
| 15     | Defensa     | Philippe Montandon   | 15 de juliol, 1972     |         | {{{goals}}} | Wil                |
| 16     | Migcampista | Davide Calla         | 10 de febrer, 1984     |         | {{{goals}}} | Wil                |
| 17     | Davanter    | Thierno Bah          | 5 d'octubre, 1982      |         | {{{goals}}} | Schaffhausen       |
| 18     | Migcampista | Baykal Kulaksızoğlu  | 12 de maig, 1983       |         | {{{goals}}} | Thun               |
| 19     | Migcampista | Patrick Baumann      |                        |         | {{{goals}}} | Thun               |
| 20     | Migcampista | Fabrizio Zambrella   | 1 de març, 1986        |         | {{{goals}}} | Schaffhausen       |
| 21     | Davanter    | David Degen          | 15 de febrer, 1983     |         | {{{goals}}} | Basel              |
| 22     | Porter      | Alain Portmann       |                        |         | {{{goals}}} | Yverdon            |